# Elvir Laković
Elvir Laković, connu sous le nom de scène de Laka (né le 15 mars 1969 à Goražde) est un chanteur, auteur, compositeur et interprète bosnien.

## Biographie
Il a suivi des cours de guitare dans une école de musique locale, mais a fini par arrêter car il n'appréciait pas les méthodes d'enseignement de l'école. Après des études secondaires de technicien en mécanique, il a passé deux à l'université de Niš en Serbie où il a étudié la sécurité du travail .
Lors de la Guerre de Bosnie-Herzégovine, il a été mobilisé dans l'armée bosnienne, mais faisant partie de la garde, il n'a pas participé aux combats. Après la guerre il a travaillé pendant six ans pour le compte d'organisations internationales pour le retour des réfugiés .
Ses parents vivent toujours à Goražde. Son père est avocat et sa mère travaille pour une entreprise de télécommunications .
Il a enregistré sa première chanson, Malo sam se razočar'o (Je suis un peu déçu), en 1998. Ce fut un succès et cela permit de lancer sa carrière au niveau national. D'autres chansons sont parues par la suite, comme notamment Vještica (Sorcière), Mor'o, ou encore Piškila, qui ont contribué à accroître sa popularité.
Entre 2003 et 2006, il a vécu aux États-Unis, avec pour but de fonder un groupe, mais sans succès et déçu de cette expérience, il est rentré en Bosnie. C'est en 2007 qu'il sort son premier album, Zec (Lapin).
Avec sa sœur Mirela, qui a quatorze ans de moins que lui , ils ont représenté la Bosnie au Concours Eurovision de la Chanson 2008 avec la chanson Pokušaj (Essaie). Avec 110 points, il atteint la 10e place du classement. Lors du Concours Eurovision de la Chanson 2009 et du Concours Eurovision de la Chanson 2012, c'est lui qui annonça les votes des Bosniens.
Son second album, Stvorenje (Créature), est sorti en 2010. Sa sœur a participé activement aux deux albums en tant que chanteuse, est de tous les concerts et sa popularité auprès du public est sensiblement égale à celle de son frère. Laka désigne aujourd'hui plus un duo qu'un seul chanteur.

## Discographie
- 2007 - Zec
- 2008 - Pokušaj (single)
- 2010 - Stvorenje